# St. Johann Baptist (Hünshoven)
Koordinaten: 50° 57′ 49″ N, 6° 7′ 42″ O
Die Kirche St. Johann Baptist hat ihren Standort im Stadtteil Hünshoven in der Stadt Geilenkirchen in Nordrhein-Westfalen. Sie steht als Baudenkmal unter Denkmalschutz.

## Lage
Die Kirche St. Johann Baptist steht im Stadtteil Hünshoven. Nach der Sprengung der Kirche im Januar 1945 wurde an gleicher Stelle die heutige Kirche erbaut. 

## Geschichte
Die erste Erwähnung einer Kirche in Hünshoven geht auf das Jahr 1217 zurück. In der Mitte des 15. Jahrhunderts baute man eine einschiffige Kirche, der 1916 eine Beichtkapelle zugefügt wurde. Diese Kirche brannte im Zweiten Weltkrieg aus, daraufhin wurde im Januar 1945 der Kirchturm gesprengt. Als Folge dieser Maßnahme wurde auch das gotische Langhaus fast vollständig zerstört. Nur einige Mauerreste des Chores und des südlichen Langhauses blieben erhalten. Sie wurden in den Neubau, der von Dominikus Böhm und Gottfried Böhm aus Köln geplant wurde, mit einbezogen. Nach einer Bauzeit von knapp zwei Jahren war am 20. Oktober 1951 die feierliche Weihe. Im Jahre 1986 wurde die Kirche unter der Leitung von Walter Horn aus Aachen repariert und renoviert.

## Architektur
Bei der Kirche handelt es sich um eine Stahlskeletthalle, die sich zum Altarraum im Norden erweitert und in flachem Bogen einer Glaswand abschließt. Die Ostwand ist im Süden spitzbogig zum erhaltenen Chorjoch geöffnet. Der fünfseitig geschlossene Chor ist Bestandteil der alten Kirche. An der Westseite der Kirche befindet sich ein Innenhof, der durch eine Sakristei im Norden, dem Pfarrheim im Westen und mit dem mächtigen, fünfgeschossigen Turm mit offenem  Glockengeschoss im Süden geschlossen ist. 

## Ausstattung
- Die Orgel mit 20 Registern und mechanischer Traktur aus dem Jahre 1985/90 wurde von Emil Hammer aus Hemmingen gebaut.
- Im Kirchturm befinden sich drei Stahlglocken aus dem Jahre 1952 von der Firma Bochumer Verein.
- Altar aus Blaustein, Tabernakel, Taufstein, Weihwasserbecken.
- Buntverglasung[4]

## Galerie

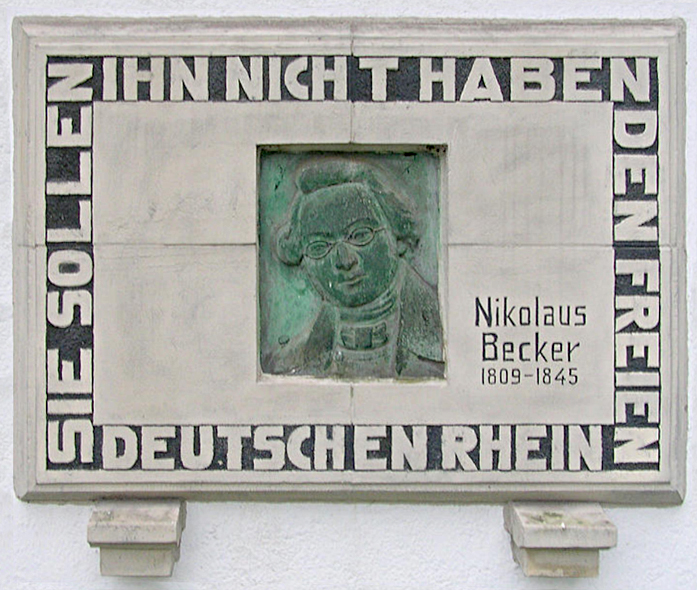
Nikolaus Becker, Gedenkplatte an der Kirche
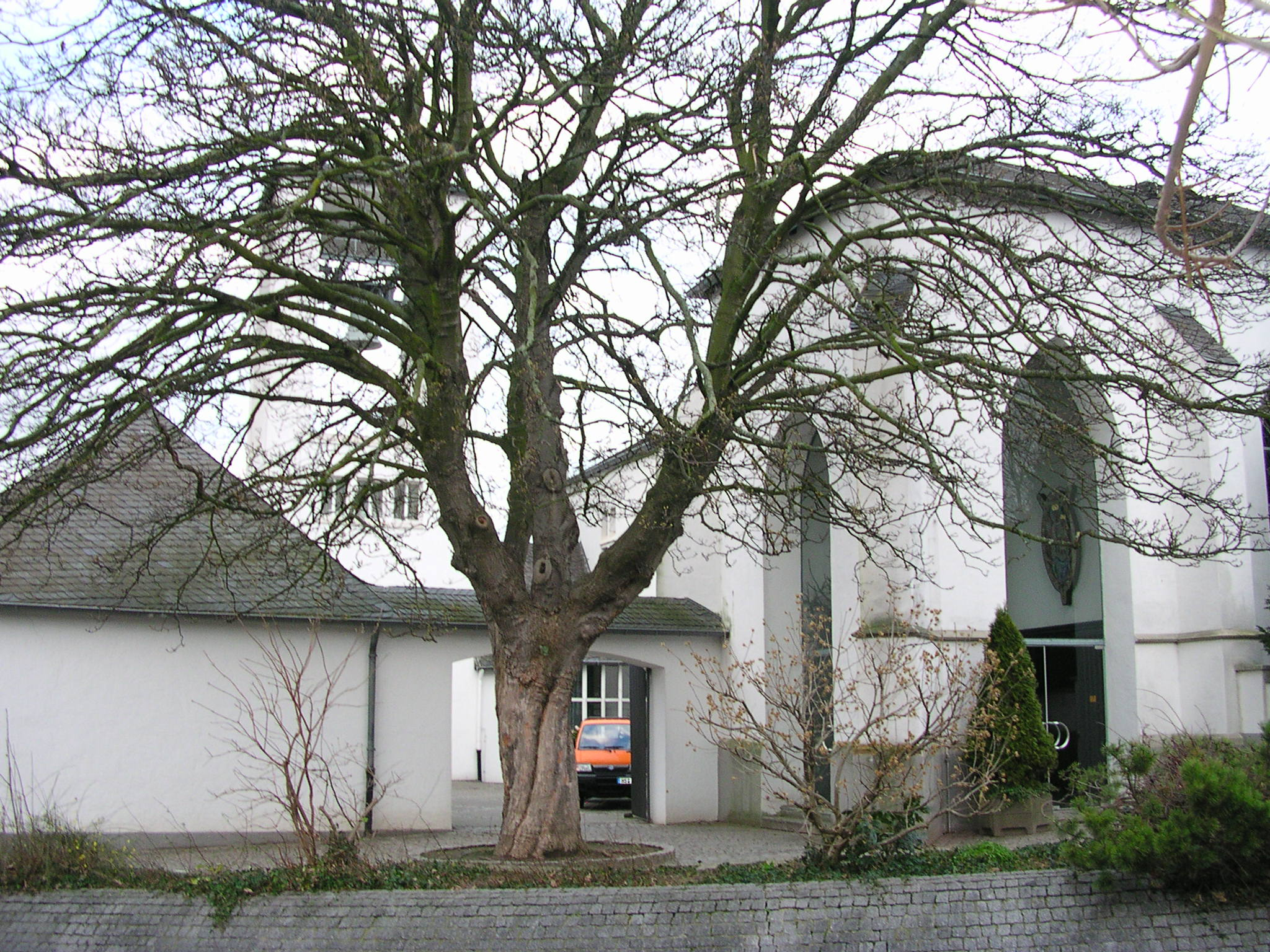
Eingang zur Kirche St. Johann Baptist
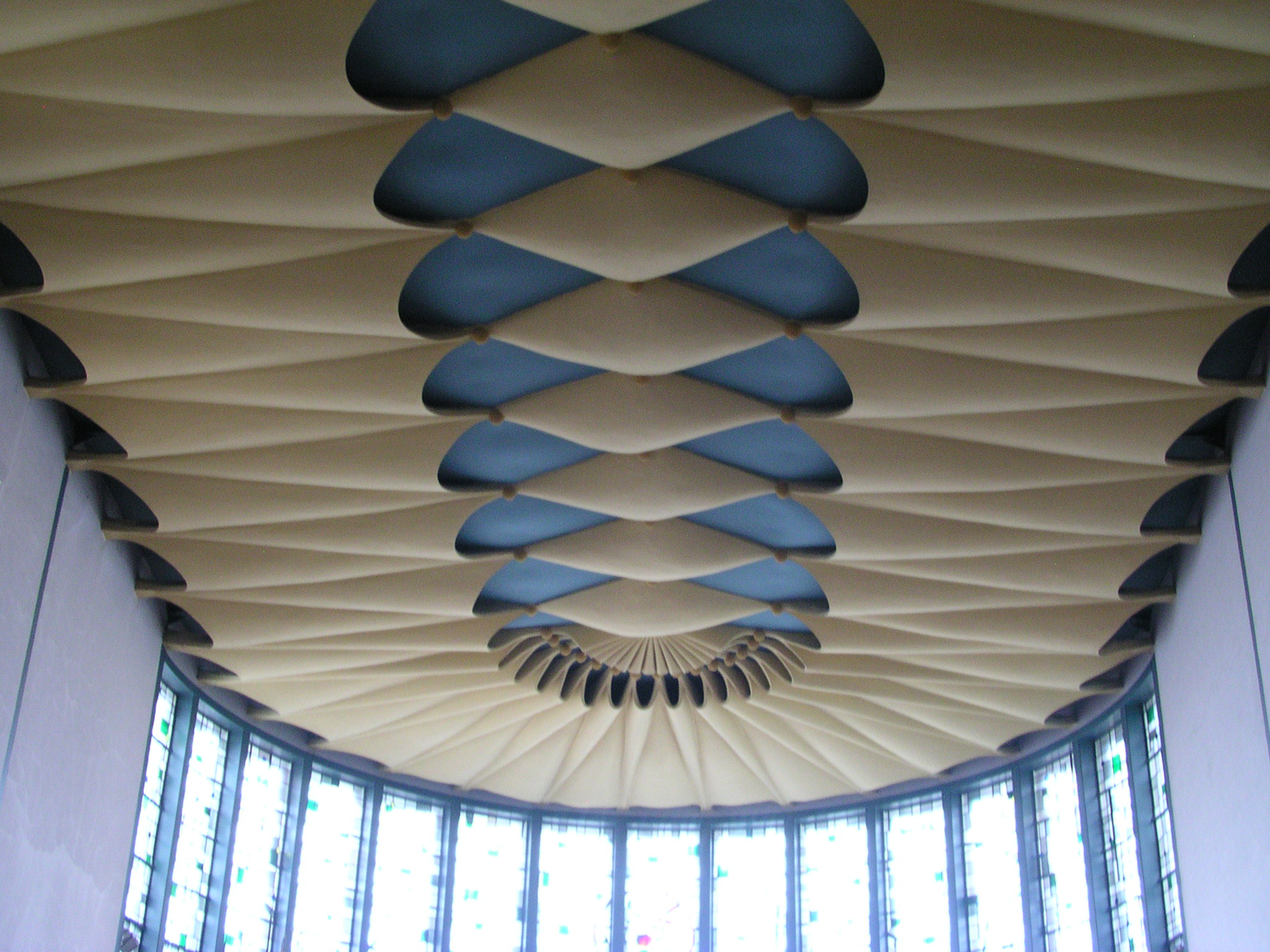
Decke des Kirchenraumes
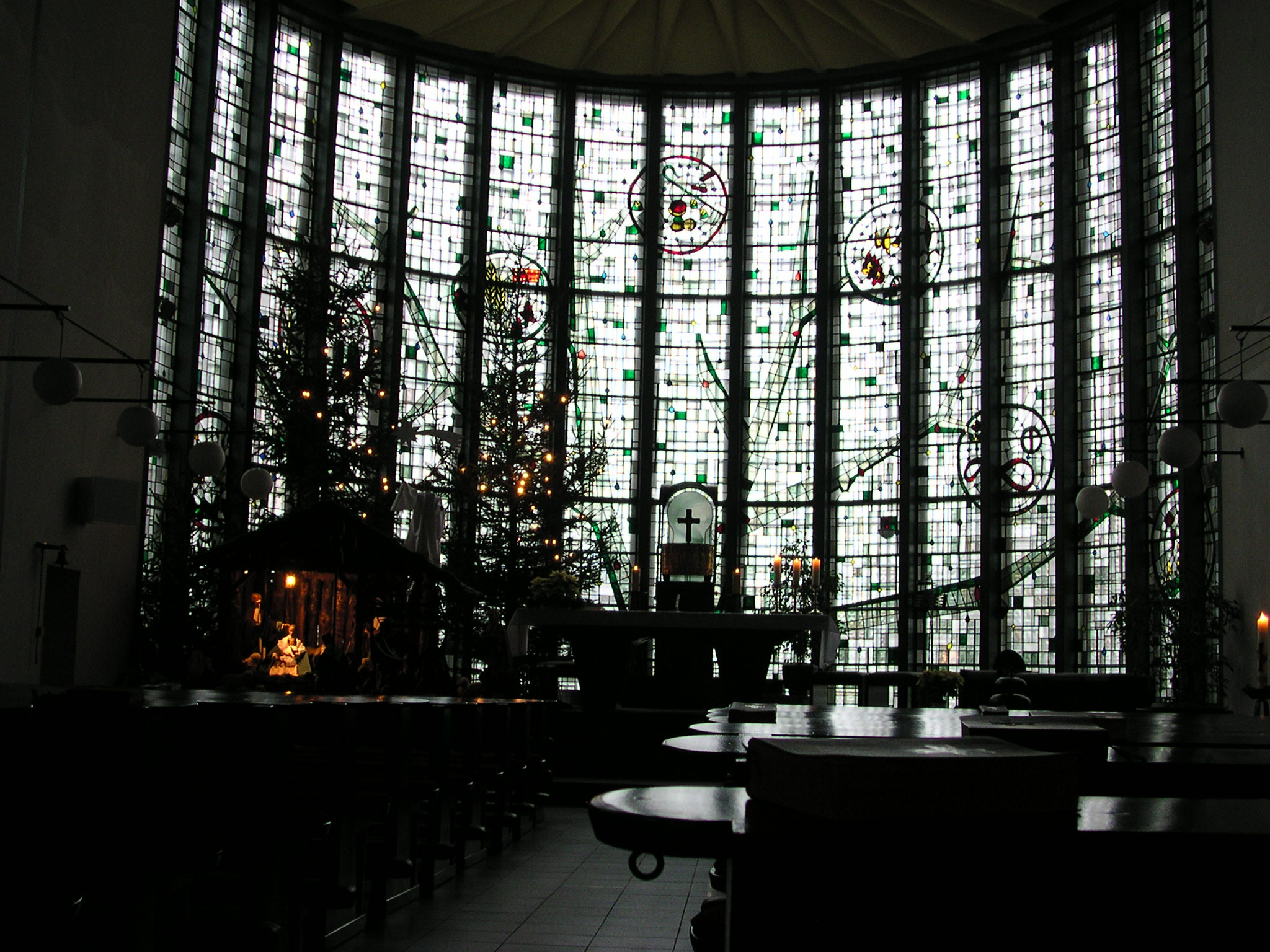
Altarfenster
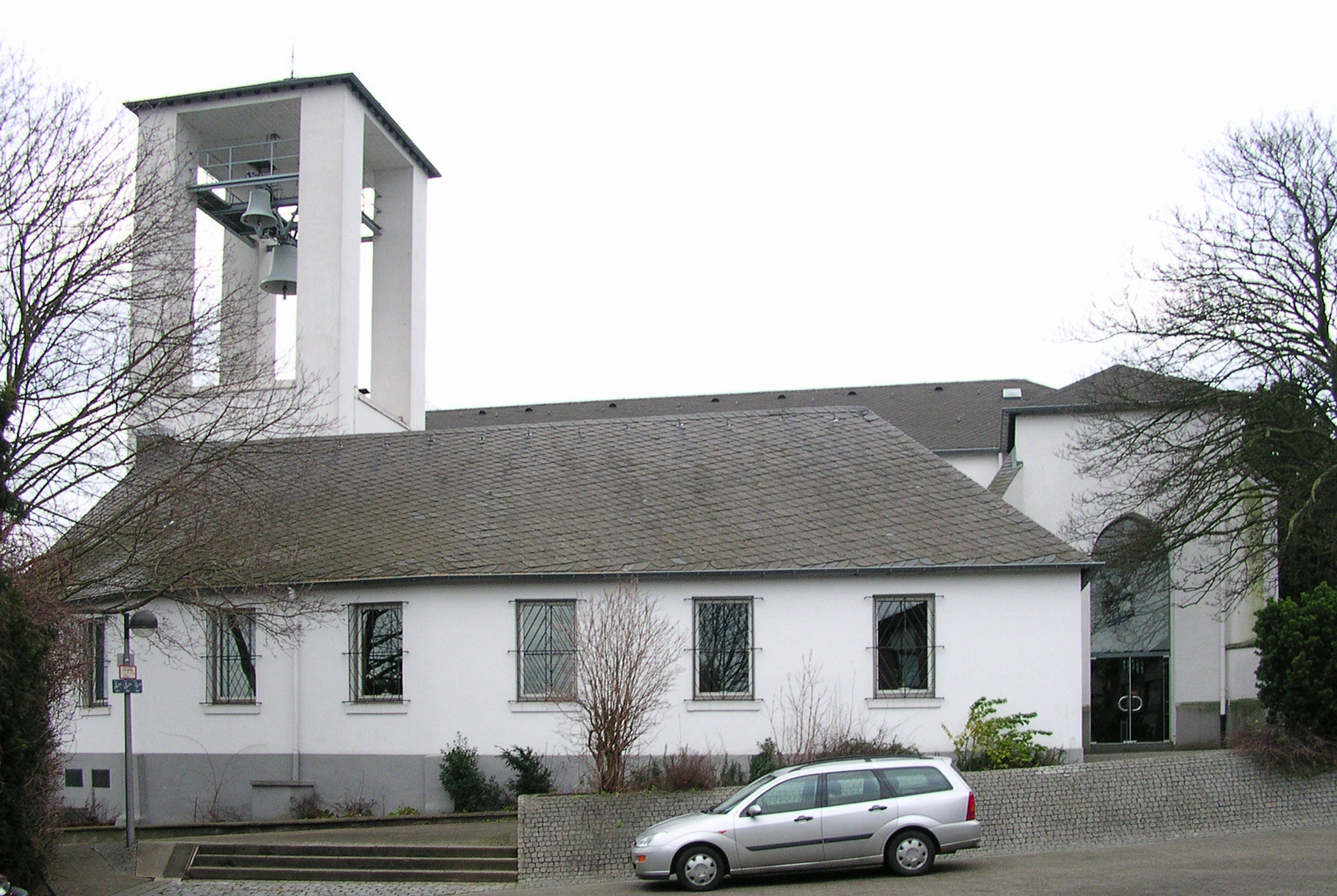
Pfarrheim und Glockenturm
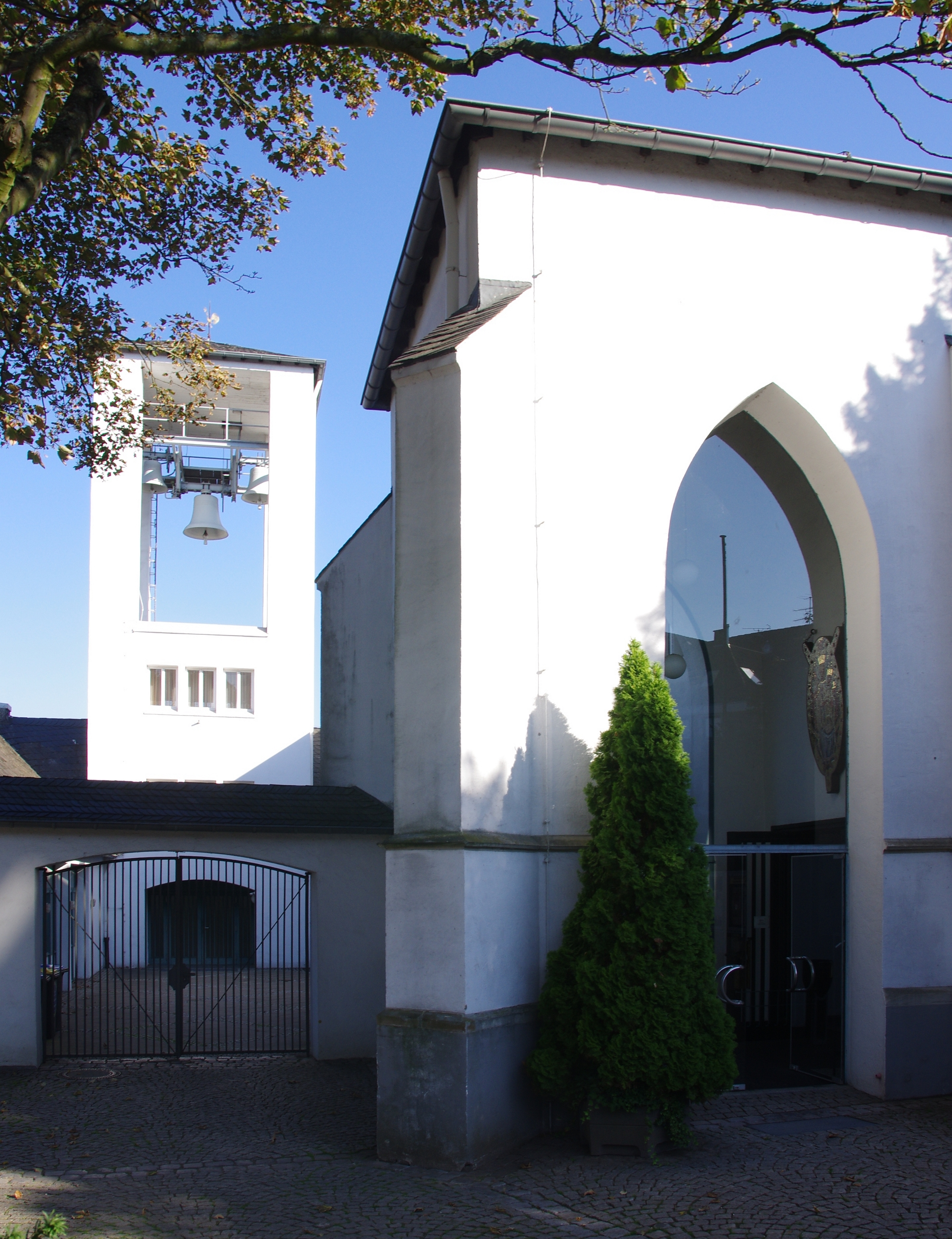
Blick auf Eingang und Glockenturm